# Epinotia granitalis
The Cypress Bark Moth (Epinotia granitalis) là một loài bướm đêm thuộc họ Tortricidae. Nó là loài đặc hữu của Nhật Bản.
Sải cánh dài 13–16 mm. Con trưởng thành bay từ đầu tháng 6 đến cuối tháng 7.
Ấu trùng ăn Cryptomeria japonica và Chamaecyparis obtusa. 